# Cimetière de Pacy-sur-Armançon
Le cimetière de Pacy-sur-Armançon est un cimetière situé à Pacy-sur-Armançon, en France.

## Localisation
Le cimetière est situé dans le département français de l'Yonne, sur la commune de Pacy-sur-Armançon.

## Historique
L'édifice est inscrit au titre des monuments historiques en 1933.